# 国際ポテト年
国際ポテト年（こくさいポテトねん、英: International Year of Potato, 2008、略称IYP）は、「発展途上国における食糧としてのジャガイモの重要性について認識を高める」ことを目的として国際連合が定めた国際年の一つ。日本では国際イモ年の名称も使われた。

## 経緯
ジャガイモの原産国であり、国際ポテトセンターの所在地でもあるペルー政府により発案され、2005年11月25日に開催された国際連合食糧農業機関において採択された。これを受け、2005年12月に開催された第60回国際連合総会において、2008年を「国際ポテト年」と宣言することが決定された。

## 目的
炭水化物のみならずビタミンCやカリウムなど豊富な栄養を含み、可食部率が高いこと、狭い土地や厳しい気象条件下での栽培が可能であることから、農業生産性の向上による食料安全保障の実現を通じ、貧困や飢餓の根絶、妊産婦や幼児の健康改善、持続可能性の確保などを目指している。

## 活動内容
「畑の中の宝もの（HIDDEN TREASURE）」のキャッチフレーズが制定され、シンポジウムや写真コンテストなどが実施された。日本においては国際イモ年と称し、ジャガイモ以外のイモ類であるサツマイモなどを含めた活動が行われ、11月19日にパシフィコ横浜でシンポジウムが開催された。